# Сільяна (вілаєт)
Сільяна (араб. ولاية سليانة) - вілаєт Тунісу. Адміністративний центр - м. Сільяна. Площа - 4 642 км². Населення - 233 300 осіб (2007).

## Географічне положення
На півночі межує з вілаєтом Беджа, на північному сході - з вілаєтом Загуан, на сході - з вілаєтом Кайруан, на півдні - з вілаєтом Сіді-Бузід, на південному заході - з вілаєтом Касерін, на заході - з вілаєтом Ель-Кеф, на північному заході - з вілаєтом Джендуба.

## Населені пункти
- Сільяна
- Барку
- Бу-Арада
- Ель-Арусса
- Ель-Кріб
- Ель-Лес
- Гаафур
- Кесра
- Максар
- Ер-Рухія
- Сіді-Буруїс

| Туніс | Це незавершена стаття з географії Тунісу. Ви можете допомогти проєкту, виправивши або дописавши її. |